# Peristactis taraxias
Peristactis taraxias är en fjärilsart som beskrevs av Edward Meyrick 1916. Peristactis taraxias ingår i släktet Peristactis och familjen äkta malar.
Artens utbredningsområde är Sri Lanka. Inga underarter finns listade i Catalogue of Life.